# Academic Search
Academic Search è un servizio web di indicizzazione aggiornato mensilmente. Fu lanciato online nel 1997 dalla sede di Ipswich, nel Massachusetts, della casa editrice EBSCO Publishing.

## Contenuto
Il contenuto è principalmente costituito da riviste accademiche pubblicate da università internazionali, nei seguenti ambiti: scienze sociali, istruzione e psicologia. I formati comprendono anche riviste gnon specializzate, periodici e CD-ROM.

La base di conoscenza comprende oltre 8.500 periodici consultabili in modalità testo integrale di cui più di 7.300 riviste sottioposte a revisione paritaria. Inoltre, sono presenti gli abstract di 10.600 pubblicazioni di cui 10.1000 riviste, oltre a monografie, relazioni e atti di conferenze.
I contenuti risalgono dal 1965 in avanti, ma in formato PDF la loro datazione decorre a partire dal 1885.
I soggetti tematici trattati sono:  scienze animali, antropologia, studi interdisciplinari di un'area geografica, astronomia, biologia, chimica, ingegneria civile, ingegneria elettrica, studi etnici e multiculturali, scienze dell'alimentazione e tecnologie alimentari correlate, scienze generali, geografia, geologia, diritto, scienze dei materiali, matematica, ingegneria meccanica, musica, scienze farmaceutiche, fisica, psicologia, religione e teologia, scienze veterinarie, studi sulle donne, zoologia e altri campi. L'aggiornamento avviene a cadenza quotidiana.
I campi del motore di ricerca avanzato sono interrogabili per titolo della rivista accademica, autore, data di pubblicazione, abstract, somme, riferimenti delle citazioni e immagini di rilievo. I risultati proposti possono anche includere campo il testo completo di riferimenti e miniature di immagini.